# Harpesaurus borneensis
Harpesaurus borneensis är en ödleart som beskrevs av Mertens 1924. Harpesaurus borneensis ingår i släktet Harpesaurus och familjen agamer. Inga underarter finns listade i Catalogue of Life.
Arten förekommer på Borneo. Den är endast känd från två regioner i öns norra del som tillhör Malaysia. Ödlan lever i låglandet och i kulliga områden mellan 30 och 300 meter över havet. Den vistas i regnskogar och andra fuktiga skogar. Exemplaren hittas ofta nära vattendrag. De vilar på buskar och klätterväxter en till tre meter över marken. Regionen kännetecknas av kalkstensklippor. Födan utgörs av insektslarver.
Harpesaurus borneensis är den enda agamen i Sydostasien som föder levande ungar. Troligtvis undviks på så sätt att äggen förstörs under översvämningar.
Beståndet hotas av landskapsförändringar. Delvis skydd finns i Kubah nationalparken. Populationens storlek är okänd. IUCN listar arten med kunskapsbrist (DD).